# نوي موراياما
نوي موراياما (بالإسبانية: Noé Murayama)‏ هو ممثل مكسيكي، ولد في 4 يونيو 1930 في Ciudad del Maíz ‏ في المكسيك، وتوفي في 25 أغسطس 1997 في مدينة مكسيكو في المكسيك.

## وصلات خارجية
- نوي موراياما على موقع IMDb (الإنجليزية)
- نوي موراياما على موقع قاعدة بيانات الفيلم (الإنجليزية)